# Toni Lydman
Toni Lydman, född 25 september 1977 i Lahtis, är en finländsk före detta professionell ishockeyspelare som spelade i NHL för Anaheim Ducks som han flyttade till från Buffalo Sabres inför säsongen 2010–11. Han har också spelat för Calgary Flames samt för Tappara och HIFK.
Lydman valdes av Calgary Flames som 89:e spelare totalt i NHL-draften 1996.
Han representerade det finländska landslaget i OS-turneringarna 2006 och 2010 med ett silver och ett brons som resultat.
I augusti 2013 meddelade Lydman officiellt att han lägger av.

## Klubbar
- Tappara 1996–1998
- HIFK 1998–2000, 2004–05
- Calgary Flames 2000–2004
- Buffalo Sabres 2005–2010
- Anaheim Ducks 2010–2013